# Jegorjewsk

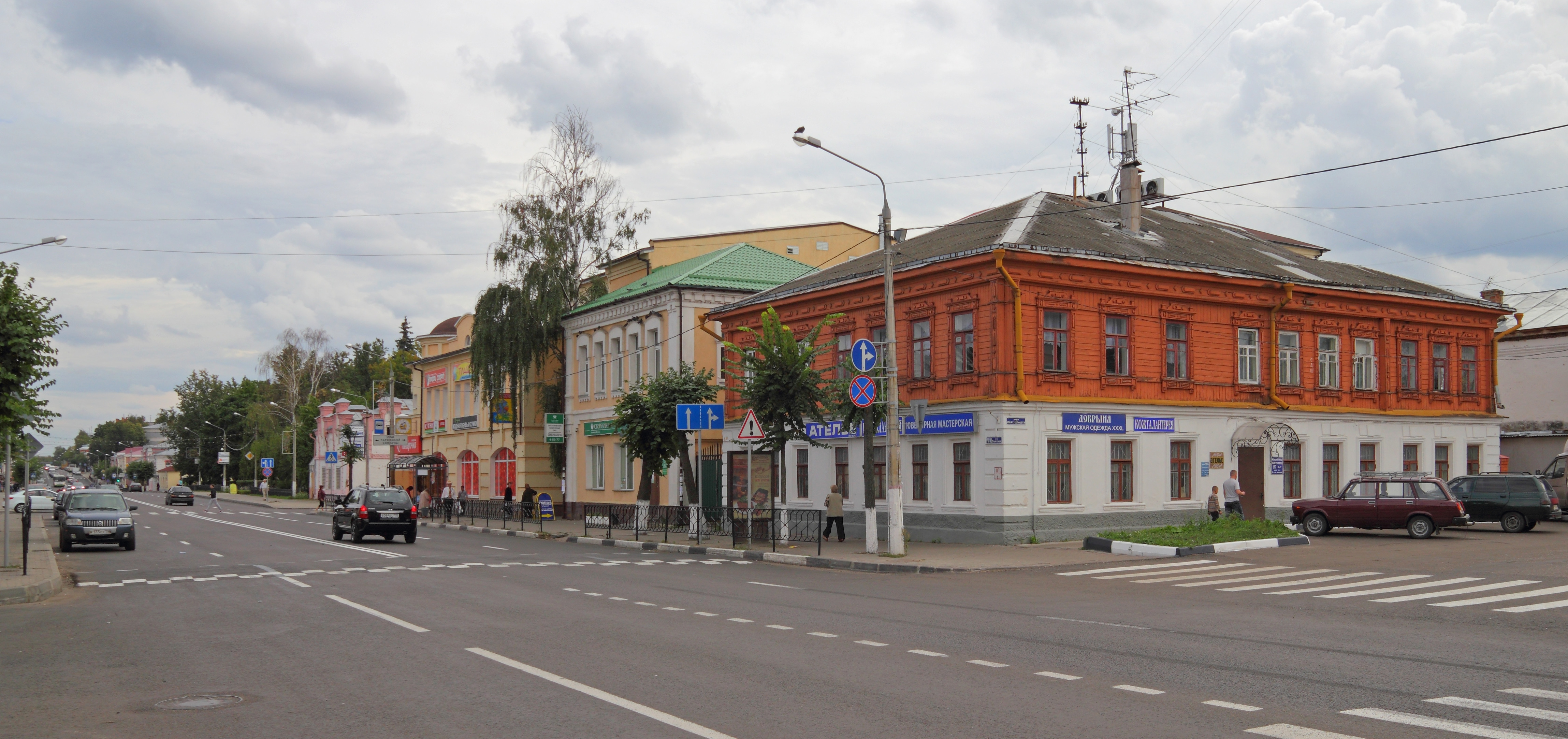
Sowjetskaja Str. in Jegorjewsk

Jegorjewsk (russisch Его́рьевск) ist eine Stadt und Kreiszentrum in Russland in der Oblast Moskau. Sie hat 71.000 Einwohner (Stand 2025) und liegt gut 100 km südöstlich von Moskau.

## Geschichte

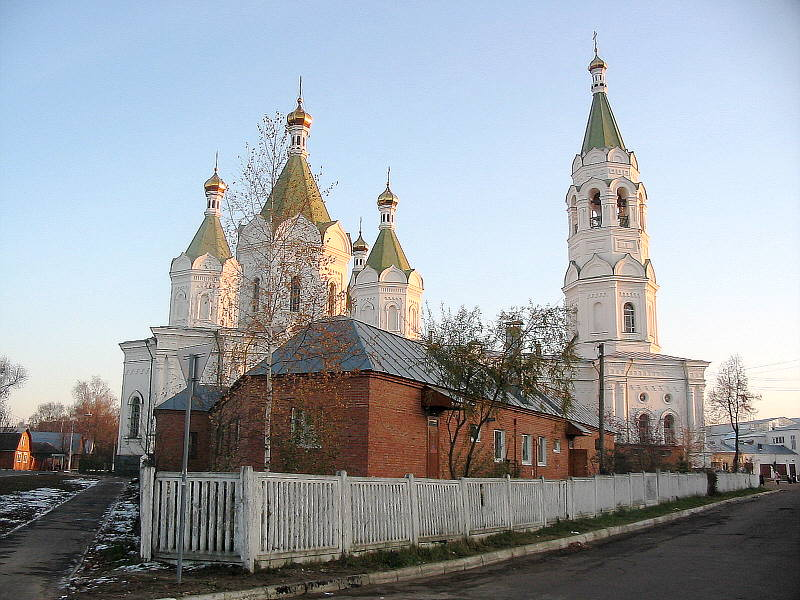
Alexander-Newski-Kirche in Jegorjewsk

Der Ort wurde erstmals 1462 als ein Dorf namens Wyssokoje erwähnt. Im 16. Jahrhundert wurde hier eine Kirche errichtet, die den Namen des Heiligen Georg trug. Von Jegor, einer der russischen Varianten des Namens Georg, stammt der heutige Name der Stadt ab. Im 17. und 18. Jahrhundert erlangte der Ort dank seiner für Handelsbeziehungen günstigen Lage zwischen Moskau und der Rjasaner Gegend wie auch zwischen Kolomna und Wladimir Bedeutung als Jahrmarktort. 1778 erhielt er den Stadtstatus und hieß zunächst Jegorjew, später dann Jegorjewsk.
Nach dem Erhalt der Stadtrechte wuchs Jegorjewsk im Laufe des 19. Jahrhunderts weiter. Es entstanden hier erstmals Textilfabriken und andere Manufakturen, eine Wasserleitung, Schulen, viele neue Kirchengebäude. Zu dieser Zeit galt Jegorjewsk auch als bedeutendes Zentrum der Altorthodoxen des Moskauer Umlandes, woran auch heute noch die Kirche des Heiligen Georg aus dem Jahre 1882 erinnert.

### Bevölkerungsentwicklung
| Jahr | Einwohner |
| ---- | --------- |
| 1897 | 19.239    |
| 1926 | 30.100    |
| 1939 | 56.314    |
| 1959 | 59.341    |
| 1970 | 67.202    |
| 1979 | 72.204    |
| 1989 | 73.854    |
| 2002 | 68.303    |
| 2010 | 70.081    |

Anmerkung: Volkszählungsdaten (1926 gerundet)

## Wirtschaft und Verkehr
Die Textilindustrie hat in Jegorjewsk bis heute eine größere Bedeutung. Zu den weiteren Betrieben zählen eine Maschinenbau-, eine Möbelfabrik, ein Sägewerk, mehrere Nahrungsmittelfabriken. In der Stadtumgebung wird Landwirtschaft betrieben sowie Phosphate und Torf abgebaut.
Über die nahe gelegene Stadt Kolomna hat Jegorjewsk Anschluss an die Fernstraße M5 und an die Eisenbahn (Strecke Moskau–Kasan).

## Sehenswürdigkeiten
- Alexander-Newski-Kirche (1897)
- Reste des Dreifaltigkeits-Frauenklosters (19. Jahrhundert)
- Altorthodoxe Georgskirche (1882)
- Geschichts- und Kunstmuseum
- Alte Schulgebäude im Jugendstil (1909)
- Kulturpalast (1929)

## Söhne und Töchter der Stadt
- Grigori Iwanowitsch Spasski (1783–1864), Historiker
- Alexandra Jakobi (1841–1918), Schriftstellerin, Journalistin, Publizistin, Verlegerin und Feministin
- Lidija Wesselitskaja (1857–1936), Schriftstellerin und Übersetzerin
- Georgi Blagonrawow (1896–1938), Revolutionär und Funktionär der KPdSU
- Michail Jakuschin (1910–1999), Jagdflieger und Generalleutnant[2]
- Waleri Kudrjawzew (1936–2021), Mathematiker, Kybernetiker und Hochschullehrer
- Eduard Uspenski (1937–2018), Kinderbuch- und Drehbuchautor
- Marina Schirowa (* 1963), Leichtathletin
- Maria Gurowa (* 1989), Ringerin
- Walerija Scholobowa (* 1992), Ringerin
- Alija Mustafina (* 1994), Kunstturnerin